# Superman (Zeichentrickserie)
Superman (Originaltitel: Superman: The Animated Series) ist eine US-amerikanische Zeichentrickserie aus den späten 1990er-Jahren, die auf der gleichnamigen Comicfigur Superman von Jerry Siegel und Joe Shuster basiert. Sie nimmt keinerlei Bezug auf frühere Adaptionen der Figur und startet die Serie somit für das Fernsehen neu. Zugleich ist sie die bisher jüngste Zeichentrickserien-Adaption, die sich auf Supermans Abenteuer konzentriert. In einigen späteren Zeichentrickfilmen sowie der später produzierten Crossover-Zeichentrickserie Die Liga der Gerechten ist Superman jedoch auch als zentrale Figur beinhaltet.

## Handlung
Die Rahmenhandlung von Superman setzt die aktuelle Variante der Comic-Vorlage um. Demnach ist Superman ein Außerirdischer, der als Säugling von seinen Eltern mit einem Raumfahrzeug von seinem Heimatplaneten Krypton zur Erde geschickt wurde, um ihn vor der Bevorstehenden Zerstörung seines Heimatplanetens zu retten. Hier auf der Erde verfügt er über eine Vielzahl von Superkräften, die er zum Wohle der Menschheit einsetzt. Um unter den normalen Menschen leben zu können, erschuf er sich ein Alter Ego Clark Kent, als der er bei der Zeitung Daily Planet arbeitet. Dort arbeitet er mit der Reporterin Lois Lane zusammen und verliebt sich in sie. Dabei muss er darauf achten, dass seine Geheimidentität nicht bekannt wird.
Die einzelnen Handlungsstränge gehen jedoch weit über die allseits bekannte Rahmenhandlung hinaus. So bekommt es Superman im Verlauf der Serie auch neben seinem bekannten Erzfeind Lex Luthor mit mächtigen außerirdischen Gegnern, wie z. B. Darkseid und Lobo, die ihm auch ohne Kryptonit körperlich gefährlich werden können und Mr. Mxyzptlk zu tun.

## Hauptcharaktere
- Superman/Clark Kent: Zentrale, namensgebende Figur der Serie. Zur genaueren Beschreibung siehe Hauptartikel: Superman
- Lois Lane: Reporterin der fiktiven Zeitung Daily Planet und dort Kollegin von Supermans Alter Ego Clark Kent. Zur genaueren Beschreibung siehe Hauptartikel: Lois Lane
- Lex Luthor: Reicher Industrieller und der zentrale Antagonist Supermans. Zur genaueren Beschreibung siehe Hauptartikel: Lex Luthor
- Jimmy Olsen: Ein junger Fotograf beim Daily Planet und ein guter Freund sowohl von Superman als auch Clark. Zur genaueren Beschreibung siehe Hauptartikel: Jimmy Olsen
- Jonathan und Martha Kent („Ma und Pa“): Supermans Adoptiveltern, die auf ihrem Hof in Kansas leben und ihrem Ziehsohn mit weisem elterlichen Rat in schwierigen Situationen beistehen. Zur genaueren Beschreibung siehe: Nebenfiguren im Superman-Universum #Jonathan und Martha Kent

## Synchronisation
| Rolle                 | Englischer Sprecher  | Deutscher Sprecher     |
| --------------------- | -------------------- | ---------------------- |
| Clark Kent / Superman | Tim Daly             | Ingo Albrecht          |
| Lois Lane             | Dana Delany          | Marina Krogull         |
| Lex Luthor            | Clancy Brown         | Gerald Paradies        |
| Bizarro               | Tim Daly             | Detlef Bierstedt       |
| Brainiac              | Corey Burton         | Andreas Hosang         |
| Darkseid              | Michael Ironside     | Helmut Krauss          |
| Jimmy Olsen           | David Kaufman        | Björn Schalla          |
| Jor-El                | Christopher McDonald | Helmut Gauß            |
| Metallo               | Malcolm McDowell     | Hans-Jürgen Dittberner |
| Mr. Mxyzptlk          | Gilbert Gottfried    | Michael Pan            |
| Perry White           | George Dzundza       | Ernst Meincke          |
| Professor Hamilton    | Victor Brandt        | Roland Hemmo           |
| Supergirl             | Nicholle Tom         | Ranja Bonalana         |

## Episodenliste
| Nummer (gesamt) | Nummer (Staffel) | Deutscher Titel                      | Originaltitel                    | Bösewicht                 | Erstausstrahlung USA | Deutschsprachige Erstausstrahlung (D) | Regie                     | Drehbuch                        |
| --------------- | ---------------- | ------------------------------------ | -------------------------------- | ------------------------- | -------------------- | ------------------------------------- | ------------------------- | ------------------------------- |
| 01              | 01               | Das Vermächtnis von Krypton (Teil 1) | The Last Son of Krypton (Part 1) | Brainiac                  | 6. Sep. 1996         | 22. Nov. 1997                         | Dan Riba                  | Alan Burnett & Paul Dini        |
| 02              | 02               | Das Vermächtnis von Krypton (Teil 2) | The Last Son of Krypton (Part 2) |                           | 6. Sep. 1996         | 29. Nov. 1997                         | Scott Jeralds & Curt Geda | Alan Burnett & Paul Dini        |
| 03              | 03               | Das Vermächtnis von Krypton (Teil 3) | The Last Son of Krypton (Part 3) | Lex Luthor & John Corben  | 6. Sep. 1996         | 6. Dez. 1997                          | Bruce Timm & Dan Riba     | Alan Burnett & Paul Dini        |
| 04              | 04               | Der Puppenspieler                    | Fun and Games                    | Toyman & Bruno Mannheim   | 7. Sep. 1996         | 13. Dez. 1997                         | Kazuhide Tomonaga         | Robert N. Skir & Marty Isenberg |
| 05              | 05               | Kryptonit                            | A Little Piece of Home           | Lex Luthor                | 14. Sep. 1996        | 20. Dez. 1997                         | Toshihiko Masuda          | Hilary J. Bader                 |
| 06              | 06               | Der Parasit                          | Feeding Time                     | Parasit                   | 21. Sep. 1996        | 27. Dez. 1997                         | Dan Riba                  | Robert Goodman                  |
| 07              | 07               | Metallo                              | The Way of All Flesh             | Lex Luthor & Metallo      | 19. Okt. 1996        | 3. Jan. 1998                          | Kenji Hachizaki           | Stan Berkowitz                  |
| 08              | 08               | Brainiacs Rückkehr                   | Stolen Memories                  | Lex Luthor & Brainiac     | 2. Nov. 1996         | 10. Jan. 1998                         | Curt Geda                 | Rich Fogel                      |
| 09              | 09               | Der Letzte seiner Art (Teil 1)       | The Main Man (Part 1)            | The Preserver             | 9. Nov. 1996         | 17. Jan. 1998                         | Dan Riba                  | Paul Dini                       |
| 10              | 10               | Der Letzte seiner Art (Teil 2)       | The Main Man (Part 2)            | The Preserver             | 16. Nov. 1996        | 24. Jan. 1998                         | Dan Riba                  | Paul Dini                       |
| 11              | 11               | Die erste große Liebe                | My Girl                          | Lex Luthor                | 23. Nov. 1996        | 31. Jan. 1998                         | Yuichiro Yano             | Hilary J. Bader                 |
| 12              | 12               | Ein teuflischer Pakt                 | Tools of the Trade               | Bruno Mannheim & Darkseid | 1. Feb. 1997         | 7. Feb. 1998                          | Curt Geda                 | Mark Evanier                    |
| 13              | 13               | Zwei ist einer zuviel                | Two’s a Crowd                    | Earl Garver & Parasit     | 15. Feb. 1997        | 14. Feb. 1998                         | Hiroyuki Aoyama           | Stan Berkowitz                  |

| Nummer (gesamt) | Nummer (Staffel) | Deutscher Titel                       | Originaltitel                 | Bösewicht                                      | Erstausstrahlung USA | Deutschsprachige Erstausstrahlung (D) | Regie             | Drehbuch                                          |
| --------------- | ---------------- | ------------------------------------- | ----------------------------- | ---------------------------------------------- | -------------------- | ------------------------------------- | ----------------- | ------------------------------------------------- |
| 14              | 01               | Besuch aus der Vergangenheit (Teil 1) | Blasts from the Past (Part 1) | Jax-Ur & Mala                                  | 8. Sep. 1997         | 10. Okt. 1998                         | Dan Riba          | Robert Goodman                                    |
| 15              | 02               | Besuch aus der Vergangenheit (Teil 2) | Blasts from the Past (Part 2) | Jax-Ur & Mala                                  | 9. Sep. 1997         | 17. Okt. 1998                         | Dan Riba          | Robert Goodman                                    |
| 16              | 03               | Duell der Giganten                    | The Prometheon                | The Prometheon                                 | 12. Sep. 1997        |                                       | Nobuo Tomizawa    | Stan Berkowitz & Alan Burnett                     |
| 17              | 04               | Der schnellste Mann aller Zeiten      | Speed Demons                  | Weather Wizard                                 | 13. Sep. 1997        | 24. Okt. 1998                         | Toshihiko Masuda  | Rich Fogel                                        |
| 18              | 05               | Eine Frau unter Strom                 | Livewire                      | Livewire                                       | 13. Sep. 1997        | 31. Okt. 1998                         | Curt Geda         | Evan Dorkin & Sarah Dyer                          |
| 19              | 06               | Bizarro                               | Identity Crisis               | Bizarro                                        | 15. Sep. 1997        | 7. Nov. 1998                          | Curt Geda         | Robert Goodman & Joe R. Lansdale                  |
| 20              | 07               | Lebende Zielscheibe                   | Target                        | Edward Lytener                                 | 19. Sep. 1997        |                                       | Curt Geda         | Hilary J. Bader                                   |
| 21              | 08               | Ein unerwünschter Besucher            | Mxyzpixilated                 | Mr. Mxyzptlk                                   | 20. Sep. 1997        | 21. Nov. 1998                         | Dan Riba          | Paul Dini                                         |
| 22              | 09               | Metallos Rückkehr                     | Action Figures                | Metallo                                        | 20. Sep. 1997        | 28. Nov. 1998                         | Kenji Hachizaki   | Hilary J. Bader                                   |
| 23              | 10               | Doppelte Energie                      | Double Dose                   | Parasit & Livewire                             | 22. Sep. 1997        | 5. Dez. 1998                          | Yuichiro Yano     | Hilary J. Bader                                   |
| 24              | 11               | Luminus                               | Solar Power                   | Luminus                                        | 26. Sep. 1997        | 12. Dez. 1998                         | Kazuhide Tomonaga | Robert Goodman                                    |
| 25              | 12               | Superman, der Tyrann                  | Brave New Metropolis          | Lex Luthor                                     | 27. Sep. 1997        |                                       | Curt Geda         | Stan Berkowitz & Alan Burnett                     |
| 26              | 13               | Titano                                | Monkey Fun                    | Titano                                         | 27. Sep. 1997        | 2. Jan. 1999                          | Curt Geda         | Evan Dorkin & Sarah Dyer                          |
| 27              | 14               | Sabotage bei Lexcorp                  | Ghost in the Machine          | Lex Luthor & Brainiac                          | 29. Sep. 1997        | 19. Dez. 1998                         | Hiroyuki Aoyama   | Rich Fogel                                        |
| 28              | 15               | Vatertag                              | Father’s Day                  | Kalibak                                        | 3. Okt. 1997         | 9. Jan. 1999                          | Dan Riba          | Mark Evanier & Steve Gerber                       |
| 29              | 16               | Batman in Metropolis (Teil 1)         | World’s Finest (Part 1)       | Joker, Harley Quinn, Lex Luthor & Mercy Graves | 4. Okt. 1997         | 20. Feb. 1999                         | Toshihiko Masuda  | Alan Burnett, Paul Dini & Rich Fogel              |
| 30              | 17               | Batman in Metropolis (Teil 2)         | World’s Finest (Part 2)       | Joker, Harley Quinn, Lex Luthor & Mercy Graves | 4. Okt. 1997         | 27. Feb. 1999                         | Toshihiko Masuda  | Alan Burnett, Paul Dini & Steve Gerber            |
| 31              | 18               | Batman in Metropolis (Teil 3)         | World’s Finest (Part 3)       | Joker, Harley Quinn, Lex Luthor & Mercy Graves | 4. Okt. 1997         | 6. Mär. 1999                          | Toshihiko Masuda  | Alan Burnett, Paul Dini & Stan Berkowitz          |
| 32              | 19               | Bizarros Welt                         | Bizarro’s World               | Bizarro                                        | 10. Okt. 1997        | 16. Jan. 1999                         | Hiroyuki Aoyama   | Robert Goodman                                    |
| 33              | 20               | Der fürchterliche Karkull             | The Hand of Fate              | Karkull                                        | 11. Okt. 1997        | 23. Jan. 1999                         | Dan Riba          | Hilary J. Bader & Stan Berkowitz                  |
| 34              | 21               | Eine gefährliche Erfindung            | Prototype                     | Corey Mills                                    | 11. Okt. 1997        | 30. Jan. 1999                         | Curt Geda         | Hilary J. Bader                                   |
| 35              | 22               | Die Beerdigung von Clark Kent         | The Late Mr. Kent             | Kurt Bowman                                    | 1. Nov. 1997         | 6. Feb. 1999                          | Kenji Hachizaki   | Stan Berkowitz                                    |
| 36              | 23               | Stählerne Männer                      | Heavy Metal                   | Metallo                                        | 8. Nov. 1997         | 13. Feb. 1999                         | Curt Geda         | Hilary J. Bader                                   |
| 37              | 24               | Die Königin der Krieger               | Warrior Queen                 | De’Cine                                        | 22. Nov. 1997        | 13. Mär. 1999                         | Curt Geda         | Hilary J. Bader                                   |
| 38              | 25               | Apokolips greift an (Teil 1)          | Apokolips… Now! (Part 1)      | Bruno Mannheim & Darkseid                      | 7. Feb. 1998         | 20. Mär. 1999                         | Dan Riba          | Rich Fogel & Bruce W. Timm                        |
| 39              | 26               | Apokolips greift an (Teil 2)          | Apokolips… Now! (Part 2)      | Darkseid & Steppenwolf                         | 14. Feb. 1998        | 27. Mär. 1999                         | Dan Riba          | Rich Fogel & Bruce W. Timm                        |
| 40              | 27               | Supergirl (Teil 1)                    | Little Girl Lost (Part 1)     | Granny Goodness                                | 2. Mai 1998          | 3. Apr. 1999                          | Curt Geda         | Alan Burnett, Paul Dini, Evan Dorkin & Sarah Dyer |
| 41              | 28               | Supergirl (Teil 2)                    | Little Girl Lost (Part 2)     | Granny Goodness                                | 2. Mai 1998          | 10. Apr. 1999                         | Curt Geda         | Evan Dorkin, Sarah Dyer & Rich Fogel              |

| Nummer (gesamt) | Nummer (Staffel) | Deutscher Titel              | Originaltitel       | Bösewicht                                                                         | Erstausstrahlung USA | Deutschsprachige Erstausstrahlung (D) | Regie            | Drehbuch                       |
| --------------- | ---------------- | ---------------------------- | ------------------- | --------------------------------------------------------------------------------- | -------------------- | ------------------------------------- | ---------------- | ------------------------------ |
| 42              | 01               | Wo Rauch ist, ist auch Feuer | Where There’s Smoke | Volcana                                                                           | 19. Sep. 1998        | 12. Feb. 2000                         | Dan Riba         | Hilary J. Bader                |
| 43              | 02               | Wo ist Batman?               | Knight Time         | Brainiac, Bruce Wayne (hypnotisiert), Mad Hatter, Bane, The Riddler & The Penguin | 10. Okt. 1998        | 19. Feb. 2000                         | Curt Geda        | Robert Goodman                 |
| 44              | 03               | Helden aus der Zukunft       | New Kids in Town    | Brainiac                                                                          | 31. Okt. 1998        | 26. Feb. 2000                         | Butch Lukic      | Stan Berkowitz & Rich Fogel    |
| 45              | 04               | Von Schönheit besessen       | Obsession           | Toyman                                                                            | 14. Nov. 1998        | 4. Mär. 2000                          | Dan Riba         | Andrew Donkin & Ron Fogelman   |
| 46              | 05               | Kleiner Mann mit großem Kopf | Little Big Head Man | Mr. Mxyzptlk & Bizarro                                                            | 21. Nov. 1998        | 11. Mär. 2000                         | Shin-Ichi Tsuji  | Paul Dini & Robert Goodman     |
| 47              | 06               | Absolute Macht               | Absolute Power      | Jax-Ur & Mala                                                                     | 16. Jan. 1999        | 18. Mär. 2000                         | Butch Lukic      | Hilary J. Bader & Alan Burnett |
| 48              | 07               | Die grüne Laterne            | In Brightest Day…   | Sinestro                                                                          | 6. Feb. 1999         | 25. Mär. 2000                         | Butch Lukic      | Hilary J. Bader                |
| 49              | 08               | Supermans Freund             | Superman’s Pal      | Metallo                                                                           | 20. Feb. 1999        | 1. Apr. 2000                          | Kazumi Fukushima | Robert Goodman                 |
| 50              | 09               | Angriff der Meeresbewohner   | A Fish Story        | Lex Luthor                                                                        | 8. Mai 1999          | 8. Apr. 2000                          | Shin-Ichi Tsuji  | Hilary J. Bader & Rich Fogel   |
| 51              | 10               | Der Prediger                 | Unity               | Unity                                                                             | 15. Mai 1999         | 15. Apr. 2000                         | Shin-Ichi Tsuji  | Paul Dini & Rich Fogel         |
| 52              | 11               | Verbündet gegen den Dämon    | The Demon Reborn    | Ra’s al Ghul, Talia Al Ghul und die Mitglieder der Schattenliga                   | 18. Sep. 1999        | 22. Apr. 2000                         | Dan Riba         | Rich Fogel                     |
| 53              | 12               | Gehirnwäsche (Teil 1)        | Legacy (Part 1)     | Darkseid, Lex Luthor & Superman                                                   | 5. Feb. 2000         | 29. Apr. 2000                         | Curt Geda        | Rich Fogel                     |
| 54              | 13               | Gehirnwäsche (Teil 2)        | Legacy (Part 2)     | Darkseid & Lex Luthor                                                             | 12. Feb. 2000        | 6. Mai 2000                           | Dan Riba         | Paul Dini & Rich Fogel         |

## Serien-Universium:DC Animated Universe
Superman ist mit mehreren weiteren Zeichentrickserien von DC verknüpft, was frei als DC Animated Universe bezeichnet wird. Deutliche Verknüpfungen werden im Folgenden aufgelistet.
- Die Dreierfolge Batman in Metroplis sowie die Episode Wo ist Batman? verbindet die Serie mit Batman.
- Batman of the Future nimmt in der Doppelfolge Der Ruf des Bösen starken Bezug auf die Episode Der letzte seiner Art.

## Auszeichnungen
- Annie Award – Nominiert für: Best Individual Achievement: Musik in einer Fernsehproduktion, Shirley Walker (Titelthema).
- Daytime Emmy – Nominiert für: Outstanding Special Class Animated Program, Robert Goodman (Autor), Jean MacCurdy (Produktionsleiter), Alan Burnett (Produzent), Paul Dini (Produzent), Bruce W. Timm (Produzent), Dan Riba (Regisseur), Andrea Romano (Regisseur), Stan Berkowitz (Autor), Hilary Bader (Autor).

## Sonstiges
Die für die Serie als rechte Hand Lex Luthors erschaffene Figur Mercy Graves wurde später in US-Detective Comics #735 (August 1999, während des Niemandslandes) in das Comic-Universum von DC eingeführt.